# Mimolagrida rufescens
Mimolagrida rufescens är en skalbaggsart som beskrevs av Stefan von Breuning 1947. Mimolagrida rufescens ingår i släktet Mimolagrida och familjen långhorningar.
Artens utbredningsområde är Madagaskar. Inga underarter finns listade i Catalogue of Life.